# Österreichischer Volleyball-Cup 2017/18 (Männer)
Der Österreichische Volleyball-Cup der Männer wurde in der Saison 2017/18 vom Österreichischen Volleyballverband zum 38. Mal ausgespielt und begann am 30. September 2017 mit der ersten Runde und endete am 3. März 2018 mit dem Finale. Der Pokal ging an die zweite Mannschaft des VCA Amstetten NÖ.

## Teilnehmende Mannschaften
Für den österreichischen Volleyball-Cup haben sich anhand der Teilnahme der Ligen der Saison 2017/18 folgende 25 Mannschaften, die nach der Saisonplatzierung der Austrian Volley League 2016/17, der 2. Bundesliga Nord 2016/17 und der 2. Bundesliga Süd 2016/17 geordnet sind, qualifiziert. Teams, die als durchgestrichen gekennzeichnet sind, nahmen am Wettbewerb aus diversen Gründen nicht am Wettbewerb teil oder sind die erste Mannschaften und spielten daher nicht um den Pokal mit. Weiters konnten noch der Landescupsieger, der Landesmeister oder deren Vertreter der Saison 2016/17 teilnehmen.
| Austrian Volley League (4) | 2. Bundesliga Meisterrunde (6) |
| --- | --- |
| - Hypo Tirol Volleyballteam (T) (M) - SK Aich/Dob (K) - SG Union Waldviertel (NÖ) - SG VCA Amstetten NÖ/hotVolleys Wien (NÖ) - UVC Graz (ST) - VBK Klagenfurt (K) - VBC Weiz (ST) - SG VC/SV MusGym Salzburg (S) - SG supervolley OÖ (OÖ) - UVC Ried im Innkreis (OÖ) (N) | - Hypo Tirol Volleyballteam II (T) - Union VBC Steyr (OÖ) - VCU Wiener Neustadt (NÖ) - hotVolleys Wien II (W) - SSV HIB Liebenau (ST) - PSV VBG Salzburg (S) - UVC Graz II (ST) - VC Hausmannstätten (ST) |
| Frühjahrsdurchgang | |
| 2. Bundesliga Nord (3) | 2. Bundesliga Süd (5) |
| - VCA Amstetten NÖ II (NÖ) (C) - Sportunion St. Pölten (NÖ) - Union Langenlebarn (NÖ) - TV Oberndorf (S) - ATSV St. Valentin (NÖ) | - VBC Weiz II (ST) - VC Voitsberg (ST) - TSV Hartberg (ST) - SK Aich/Dob II (K) - VBK Klagenfurt II (K) - VC Fürstenfeld (ST)                                                                             |
| Landescupsieger und Landesmeister (7) | |
| - VC Gratwein (ST) - ATSC Klagenfurt (K) - WAT Leopoldstadt (W) - VC Mils (T) | - Union Volleyteam Perchtoldsdorf (NÖ) - TI-volley (T) - VC Wolfurt (V) |
| Erläuterungen Länderkürzel: (B): Burgenland, (K): Kärnten, (OÖ): Oberösterreich, (NÖ): Niederösterreich, (S): Salzburg, (ST): Steiermark, (T): Tirol, (W): Wien, (V): Vorarlberg                                                                                          | |

| (M) | amtierender Meister      |
| (C) | amtierender Cupsieger    |
| (N) | Neuaufsteiger der Saison |

## Turnierverlauf

### Vorrunde
| Datum             | Team 1                          | Team 2                       | Ergebnis                                |
| ----------------- | ------------------------------- | ---------------------------- | --------------------------------------- |
| 30.09.2017, 17:00 | Union Volleyteam Perchtoldsdorf | VCU Wiener Neustadt          | 3:2 (26:28, 25:27, 25:18, 25:20, 15:11) |
| 30.09.2017, 18:00 | UVC Ried im Innkreis            | SG VC/SV MusGym Salzburg     | 3:0 (25:15, 26:24, 25:6)                |
| 30.09.2017, 18:00 | TV Oberndorf                    | Hypo Tirol Volleyballteam II | 0:3 (20:25, 16:25, 15:25)               |
| 30.09.2017, 19:00 | VC Wolfurt                      | VC Mils                      | 0:3 (17:25, 13:25, 19:25)               |
| 30.09.2017, 19:00 | VBC Weiz II                     | TSV Hartberg                 | 3:0 (25:15, 25:18, 25:6)                |
| 30.09.2017, 20:00 | VCA Amstetten NÖ II             | Sportunion St. Pölten        | 3:0 (25:19, 25:12, 25:16)               |
| 01.10.2017, 14:00 | Union VBC Steyr                 | SG supervolley OÖ            | 3:1 (21:25, 25:19, 28:26, 25:14)        |
| 01.10.2017, 18:00 | ATSC Klagenfurt                 | VC Gratwein                  | 2:3 (25:18, 26:24, 22:25, 7:15)         |
| 08.10.2017, 14:00 | SSV HIB Liebenau                | SK Aich/Dob II               | 0:3 (26:28, 28:30, 19:25)               |

### Achtelfinale
Folgende sieben Vereine stiegen in das Achtelfinale ein:
UVC Graz II, VC Hausmannstätten, VBK Klagenfurt II, WAT Leopoldstadt, TI-volley, VC Voitsberg und SG Union Waldviertel.
| Datum             | Team 1               | Team 2                          | Ergebnis                                |
| ----------------- | -------------------- | ------------------------------- | --------------------------------------- |
| 15.10.2017, 14:00 | VC Gratwein          | Hypo Tirol Volleyballteam II    | 0:3 (27:29, 13:25, 25:23)               |
| 15.10.2017, 15:30 | VCA Amstetten NÖ II  | TI-volley                       | 3:0 (25:11, 25:16, 25:14)               |
| 15.10.2017, 16:00 | SG Union Waldviertel | VC Mils                         | 1:3 (21:25, 21:25, 25:21, 23:25)        |
| 15.10.2017, 16:00 | VC Voitsberg         | UVC Ried im Innkreis            | 2:3 (13:25, 25:17, 21:25, 25:21, 10:15) |
| 15.10.2017, 16:00 | VBK Klagenfurt II    | WAT Leopoldstadt                | 3:0 (25:20, 25:23, 31:29)               |
| 15.10.2017, 17:00 | SK Aich/Dob II       | VC Hausmannstätten              | 3:1 (25:23, 23:25, 25:19, 25:23)        |
| 15.10.2017, 18:00 | Union VBC Steyr      | VBC Weiz II                     | 1:3 (21:25, 17:25, 25:21, 12:25)        |
| 22.10.2017, 10:00 | UVC Graz II          | Union Volleyteam Perchtoldsdorf | 3:0 (25:15, 25:15, 25:21)               |

### Viertelfinale
| Datum             | Team 1              | Team 2                       | Ergebnis                                |
| ----------------- | ------------------- | ---------------------------- | --------------------------------------- |
| 03.11.2017, 19:00 | VBC Weiz II         | Hypo Tirol Volleyballteam II | 3:1 (25:22, 22:25, 25:21, 25:17)        |
| 05.11.2017, 13:00 | VC Mils             | UVC Ried im Innkreis         | 3:0 (25:21, 25:22, 25:21)               |
| 05.11.2017, 15:00 | UVC Graz II         | VBK Klagenfurt II            | 3:2 (19:25, 25:23, 25:14, 27:29, 15:11) |
| 03.12.2017, 16:00 | VCA Amstetten NÖ II | SK Aich/Dob II               | 3:0 (25:7, 25:9, 2515)                  |

### Halbfinale
| Datum             | Team 1      | Team 2              | Ergebnis                                |
| ----------------- | ----------- | ------------------- | --------------------------------------- |
| 02.03.2018, 18:00 | VBC Weiz II | UVC Graz II         | 2:3 (11:25, 15:25, 25:22, 33:31, 11:15) |
| 02.03.2018, 20:30 | VC Mils     | VCA Amstetten NÖ II | 0:3 (27:29, 21:25, 20:25)               |

### Finale
| Datum             | Team 1              | Team 2      | Ergebnis                         |
| ----------------- | ------------------- | ----------- | -------------------------------- |
| 03.03.2018, 20:25 | VCA Amstetten NÖ II | UVC Graz II | 3:1 (25:21, 25:19, 20:25, 25:23) |